# Роллербол (фільм, 1975)
«Роллербол» (англ. Rollerball) — американський фантастичний фільм 1975 року за однойменним оповіданням англійського письменника-фантаста Вільяма Гаррісона.

## Сюжет
Дія картини відбувається в 2018 році. Світом, де немає воєн і злочинів, править всесильна корпорація Energy. Найпопулярніший командний вид спорту, який замінив всі інші — ролербол, змагання в швидкості і жорстокості. Поєдинки між командами відбуваються на треку, де спортсмени виступають на роликових ковзанах і мотоциклах, намагаючись закинути м'яч у спеціальну пастку. Смерть спортсмена не рідкість в ході ігор в ролербол.
Джонатан Е. — атлет з десятирічним стажем, кумир мільйонів. Він виступає за сильну команду з Х'юстона, де розташувалася штаб-квартира Корпорації. Його висока популярність дуже турбує керівників Корпорації. Вони наполягають на відході Джонатана з великого спорту і пропонують відмінні умови, але отримують категоричну відмову. Джонатан не хоче йти на повідку у тих, хто навіть нав'язує йому, з якою жінкою йому жити. Джонатан намагається зрозуміти, з чим пов'язані такі жорстокі правила гри, але всі книги в бібліотеках з даного приводу засекречені.
Перед відповідальною грою з командою з Токіо боси корпорації підлаштовують зміну правил гри, яка стає ще більш жорстокою. Джонатан погоджується і з цим. Після кривавої сутички гине кілька членів команди Х'юстона. Команда виходить у фінал на зустріч з противниками з Нью-Йорка . В ході жорстокої зустрічі гинуть всі, крім Джонатана і двох супротивників з Нью-Йорка. Знавіснілий натовп вимагає смерті всіх, але Джонатан щадить життя супротивників, яких переміг, і в повній тиші закидає один вирішальний м'яч. Глава корпорації містер Бартолом'ю в паніці поспішає до виходу зі стадіону, побоюючись за своє життя.

## В ролях
| Актор           | Роль              |
| --------------- | ----------------- |
| Джеймс Каан     | Джонатан Е.       |
| Джон Гаусман    | містер Бартолом'ю |
| Мод Адамс       | Елла              |
| Джон Бек        | Мунпай            |
| Мозес Ганн      | Клетус            |
| Памела Генслі   | Маки              |
| Ральф Річардсон | бібліотекар       |